# Euglandulina
Euglandulina es un género de foraminífero bentónico de la Subfamilia Glandulininae, de la Familia Glandulinidae, de la Superfamilia Polymorphinoidea, del Suborden Lagenina y del Orden Lagenida. Su especie-tipo es Euglandulina inusitata. Su rango cronoestratigráfico abarca el Holoceno.

## Discusión
Clasificaciones previas incluían Euglandulina en la Superfamilia Nodosarioidea.

## Clasificación
Euglandulina incluye a las siguientes especies:
- Euglandulina colomboensis
- Euglandulina impolitiformis
- Euglandulina inusitata
- Euglandulina pilata
- Euglandulina striatula
- Euglandulina translucens

Otra especie considerada en Euglandulina es:
- Euglandulina symmetrica, aceptado como Glandulina symmetrica